# 十字雲南鰍
十字云南鳅（学名：Yunnanilus cruciatus）为輻鰭魚綱鲤形目條鳅科云南鳅属的其中一種，分布於越南香江(Perfume River)流域，本魚體粗短，口前位，上嘴唇中央具一乳突，具短鬚3對，最大特徵是體側具有多條黑色縱帶，尾柄部具一黑色斑點，體長可達3.4公分，棲息在溪流底層水域，生活習性不明

## 扩展阅读
維基物種上的相關：十字云南鳅